# المنصورة (تبن)

تعديل مصدري - تعديل

المنصورة هي إحدى قرى عزلة الحوطة بمديرية تبن التابعة لمحافظة لحج، بلغ تعداد سكانها 1069 نسمة حسب تعداد اليمن لعام 2004.